# Sud lointain (roman)
Pour l’article homonyme, voir Sud lointain (mini-série).
Sud lointain est un roman d'Erwan Bergot publié en trois tomes en 1990 et en 1991.

## Le Courrier de Saïgon
Le tome 1, dont le titre est Le Courrier de Saïgon, paraît en 1990.

### Résumé
En 1899 en allant à Saïgon, Francis, employé dans l'import-export Chevrier, est en cabine avec Ronan, médecin, Alban, héritier et Camille, journaliste. À une fête, Madeleine, 18 ans, fille de Lucien, l'invite à danser. À Saïgon, Alban emmène Francis chez Madeleine où il rencontre Edmond, capitaine, et Anne. Il épouse Madeleine qui a Cyril en 1903. Alban épouse Kim en 1904 mais elle part et a Lee en 1905. Francis perd son emploi et s'endette de 40.000 piastres. Ronan épouse Phuoc qui a Souen en 1906. Francis achète 200 ha de forêt dense à Biên Hòa, y vit et les exploite. Il embauche Jules qui construit un bungalow. Madeleine a Sylvie et y va. Francis plante des caféiers mais Liou, coolie, les brule. Il est arrêté mais s'évade. Edmond a Charlotte avec Louise en 1908. En 1909 Liou tue Madeleine et Cyril le tue. Francis réemprunte et plante des hévéas. Kim revient. En 1916 Cyril est collégien à Saïgon. Alban est blessé à Verdun et rapatrié à Saïgon. En 1917 Maurice devient assistant de Francis qui épouse Catherine en 1919 qui a Bertrand en 1920. En 1923 Cyril s'engage, s'éprend de Lee et devient pilote. En 1930 Francis et Catherine reviennent à Saïgon. En 1932 Ronan et Phuoc habitent au Laos. Elle meurt. Cyril quitte Lee et épouse Charlotte en 1933.

## La Rivière des parfums
Le tome 2, nommé La Rivière des parfums, paraît en 1990.

### Résumé
En 1938 Cyril fait Paris-Hanoï sur La Rivière des Parfums d'Air France, premier vol en moins de 5 jours. Philippe a épousé Lee en 1935. En 1939 Souen épouse Sang, des Binh Xuyen, gangsters. Cyril va à l'enterrement de Lucien en France et y laisse Charlotte pour raisons médicales. En 1940 Alban et Philippe sont tués par les Japonais. Bertrand va les combattre au Tonkin. Cyril rejoint Francis à la plantation. Francis est enlevé. En 1941 Lee a Diane. Francis s'évade. Ils apprennent la mort de Charlotte. Cyril entre au Commissariat aux relations franco-japonaises. En 1943 Bertrand est chargé de faire évader les US vers la Chine. Binh Xuyen s'est mis au service des Japonais mais Sang se cache et se fait arrêter par les Français. Cyril est chef clandestin et dirige Bertrand. Matthieu rejoint les Noï, patriotes terroristes. En 1944 Sylvie recueille Patrick, pilote australien. En 1945 Lee est arrêtée par les Japonais cherchant Cyril. Francis rejoint Bertrand. Les Japonais capitulent. Ronan meurt. Bertrand est tué. Ho Chi Minh dirige le Vietnam. Lee retrouve Cyril. Francis rejoint Catherine. En 1946 Cyril crée Diane Air avec un Dakota puis 2. Les Vietnamiens se rebellent. En 1948 Cyril vend Diane Air. Il meurt en 53. Lee va en France avec Diane. Francis meurt. En 1954 Catherine part en France avec Henri.

## Le maître de Bao Tan
Le tome 3, Le maître de Bao Tan, est publié en 1991.